# Atonális zene

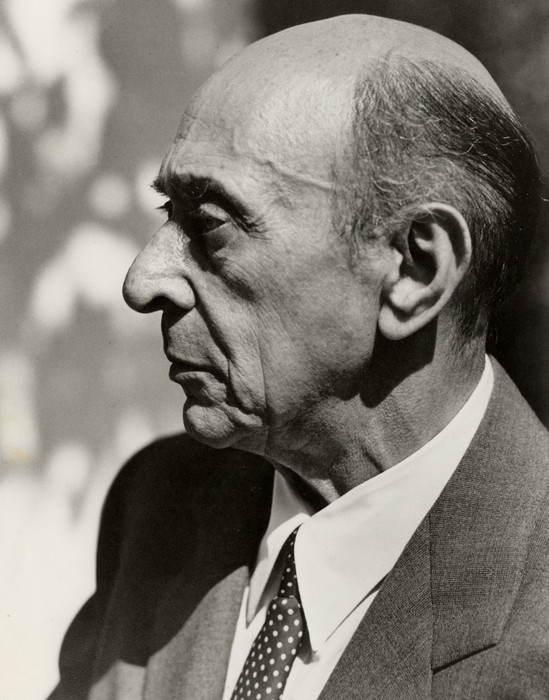
Arnold Schönberg 1948-ban

Az atonális zene hangnem nélküli muzsika. E kifejezés arra utal, hogy az adott zenének nincs hangneme.
A 20. században fellépő új zenei irányzatok egyik törekvése volt, hogy olyan  12-hangú kromatikus hangsort hozzon létre, amelynek minden egyes hangja egyenrangú, vagyis semmiféle alaphanghoz (tonika) nem viszonyítható.

## Jellemzői
- Nincs előjegyzése
- Nagyon sok helyi módosítás van, amely logikusan nem következtethető egy hangnemből.

## Ismert atonális zenék
- Liszt Ferenc: Hangnem nélküli bagatell
- Arnold Schönberg, valamint növendékei, Alban Berg, К. Weil, E. Wellesz.